# Miguel Ángel Martínez (futbolista argentino)
Miguel Ángel Martínez (Buenos Aires, Argentina, 19 de enero de 1984) es un exfutbolista argentino nacionalizado mexicano. Jugaba como defensa central y actualmente es auxiliar técnico en Cimarrones de Sonora de la Liga de Expansión MX.

## Trayectoria
Es surgido de las fuerzas básicas del Club Lanús, del cual emigró a sus 17 años para formar parte de las fuerzas básicas del Atlético de Madrid, en el cual estuvo por las siguientes 2 temporadas (2001/02 - 2002/03). Para la temporada (2003/04) fue cedido al Club Getafe CF, luego regresó a su país para ser refuerzo del Racing Club de Avellaneda (2004/06). Su siguiente club sería Belgrano de Córdoba, en el cual permanecería por los siguientes 2 años; vuelve a salir del país, su destino, México. El club León sería su equipo, en él permanece un torneo, en el año 2009 llega al Atlante, club con el cual ganaría la Copa de Campeones de CONCACAF, misma que da el boleto para disputar el Mundial de clubes que se llevó a cabo en los Emiratos Árabes.
En 2010 llegaría a los Jaguares de Chiapas, club donde se mantendría por los siguientes 6 torneos, para luego llegar al equipo de Gallos Blancos de Querétaro, donde su liderazgo lo transformó rápidamente en el líder de la defensa y capitán del equipo queretano.
Se retiró en el Clausura 2019 y en julio de ese año terminó los estudios como Director Técnico y ahora vive su primera etapa como entrenador como Auxiliar Técnico de los Cimarrones de Sonora de la Liga de Expansión en México teniendo como Director Técnico a Gabriel "Mistico" Pereyra

## Clubes
| Club                | País      | Período   | Partidos | Goles |
| ------------------- | --------- | --------- | -------- | ----- |
| Belgrano            | Argentina | 2006-2008 | 43       | 1     |
| León                | México    | 2008      | 14       | 0     |
| Atlante             | México    | 2009-2010 | 58       | 1     |
| Jaguares de Chiapas | México    | 2011-2013 | 96       | 1     |
| Querétaro F. C.     | México    | 2014-2018 | 144      | 4     |
| Belgrano            | Argentina | 2018-2019 | 7        | 0     |

## Palmarés

### Campeonatos nacionales
| Título       | Club      | País   | Año  |
| ------------ | --------- | ------ | ---- |
| Copa MX      | Querétaro | México | 2016 |
| Supercopa MX | Querétaro | México | 2017 |